# Rita Deli
Rita Deli (ur. 21 sierpnia 1972 w Tatabánya) – węgierska piłkarka ręczna, wielokrotna reprezentantka kraju.
Występowała w wielu węgierskich klubach m.in. Vasas SC czy Ferencvárosi TC, a także broniła barw austriackiego Hypo Niederösterreich. Jej największym osiągnięciem był tytuł wicemistrzyni olimpijskiej z Sydney (2000) oraz brązowy medal mistrzostw Europy w 1998 r. w Holandii.